# Campagnol de Savi
Espèce
Statut de conservation UICN

 LC  : Préoccupation mineure
Le Campagnol de Savi (Microtus savii) est une espèce de rongeurs de la famille des Cricetidae. 

## Répartition et habitat
Le Campagnol de Savi se rencontre en France et en Italie. Il est présent un peu partout à l’exception de la haute montagne, des forêts denses et de certaines zones trop sablonneuses, rocheuses ou humides.